# Liste der archaischen Keilschriftzeichen
Liste der archaischen Keilschriftzeichen (LAK, alemão para "Lista de símbolos cuneiformes arcaicos") é um dicionário de símbolos cuneiformes sumérios do período Fara, pré-clássico (Dinástico Arcaico II, séculos XXVIII a XXVII a.C.), publicado em 1922 pelo teólogo e sumerólogo alemão P. Anton Deimel (1865–1954). A lista enumera 870 sinais cuneiformes distintos.
O inventório de símbolos no período arcaico era consideravelmente maior que o inventório padrão de textos do sumério clássico (2600 a 2350 a.C.), acádio (2350 a 2100 a.C.) ou neo-sumério (século XXI a.C.; todas as datas na cronologia curta). Caso seja necessário identificar o símbolo pré-clássico tencionado, seu número LAK costuma ser fornecido, no formato LAK-1 a LAK-870.

## Edições
- 1922, Liste der archaischen Keilschriftzeichen, WVDOG 40, Berlim.
- edição online na Cuneiform Digital Library Initiative da UCLA